# Acrocephalus arundinaceus
Il cannareccione (Acrocephalus arundinaceus (Linnaeus, 1758)) è un uccello passeriforme della famiglia Acrocephalidae, diffuso in quasi tutta Europa, Asia, ed Africa. Ad oggi risulta inserito nella Lista rossa IUCN.

## Descrizione
Molto simile al passero per aspetto e dimensioni, il cannareccione presenta un piumaggio dorato e una forma tozza: il becco è corto, giallo e sottile, il cui ramo superiore vede partire una banda color bruno scuro che parte dalle narici, attraversa gli occhi piccoli e neri e si unisce al capo brunastro che si fonde con il dorato della parte inferiore del corpo.
A parte il collo e la gola bianchi, il petto e il ventre sono dorati, mentre il groppone, la nuca e le ali sono bruno scuro: queste ultime sulle remiganti possono presentare penne più scure e riflessi violetti e grigi, come pure sulla coda nettamente biforcuta; le zampe sono carnicine. 

## Biologia
Questo passeraceo si può avvistare nei grandi canneti, spesso con cespugli.
Nelle zone riproduttive presentano un comportamento territoriale. Nei luoghi di svernamento vengono frequentemente avvistati in grandi gruppi, al punto che possono occupare un canneto escludendo quasi tutti gli altri uccelli.
Come la maggior parte dei canori sono insettivori, ma catturano altri tipi di prede purché sufficientemente piccole, inclusi vertebrati come i girini.

## Distribuzione e habitat
Il cannareccione si riproduce in Europa e nella parte occidentale dell'Asia temperata. Non si riproduce in Gran Bretagna, di cui peraltro è un regolare visitatore. La sua popolazione negli ultimi decenni è aumentata intorno alla zona orientale del Mar Baltico, mentre sta diventando più raro nella parte occidentale del suo areale.
È un migratore, che trascorre l'inverno nell'Africa tropicale. Questo uccello migra verso nord in epoca piuttosto tardiva, tanto che alcuni esemplari si trovano ancora nelle stazioni invernali a fine aprile.

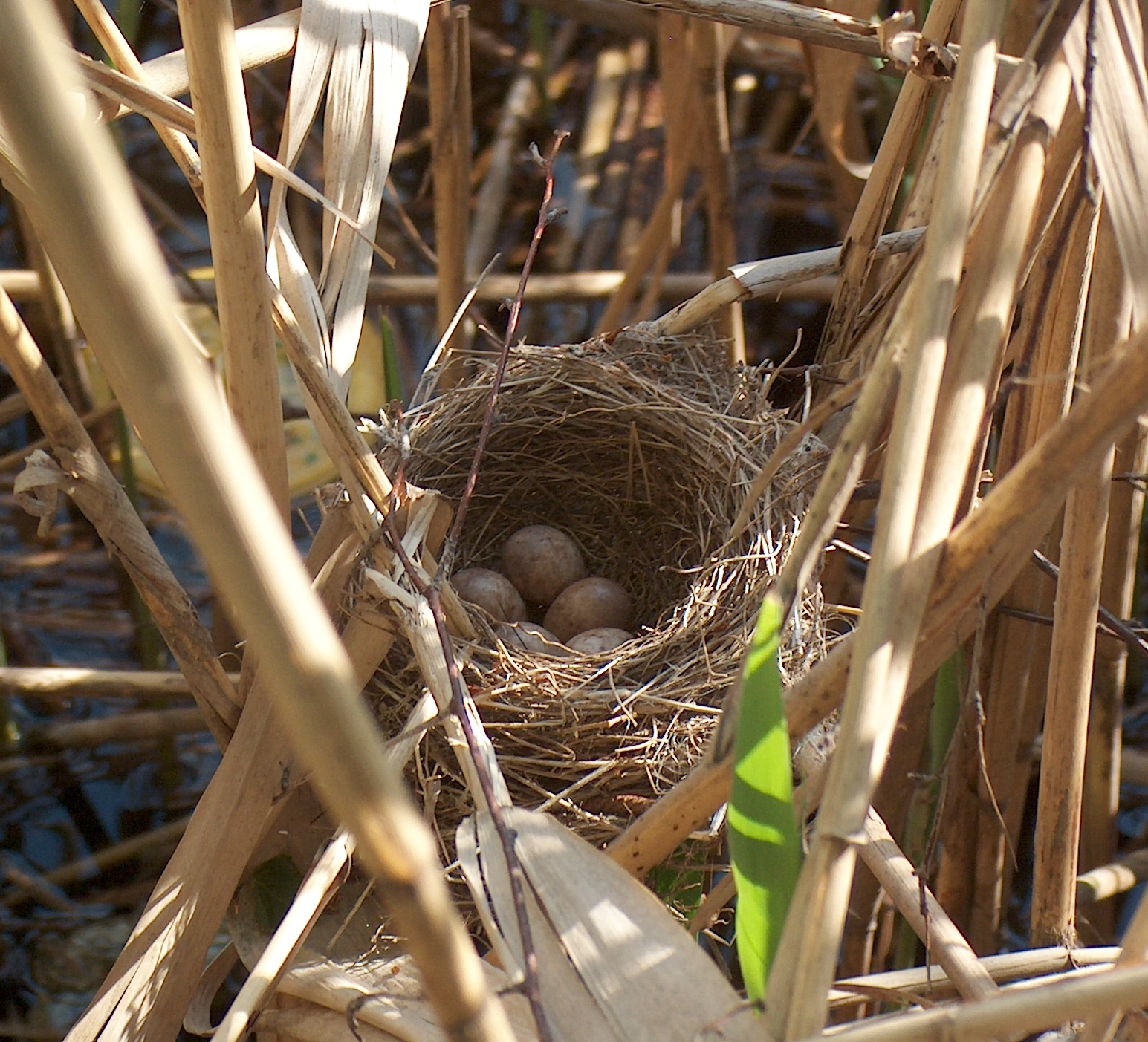
Nido di cannareccione

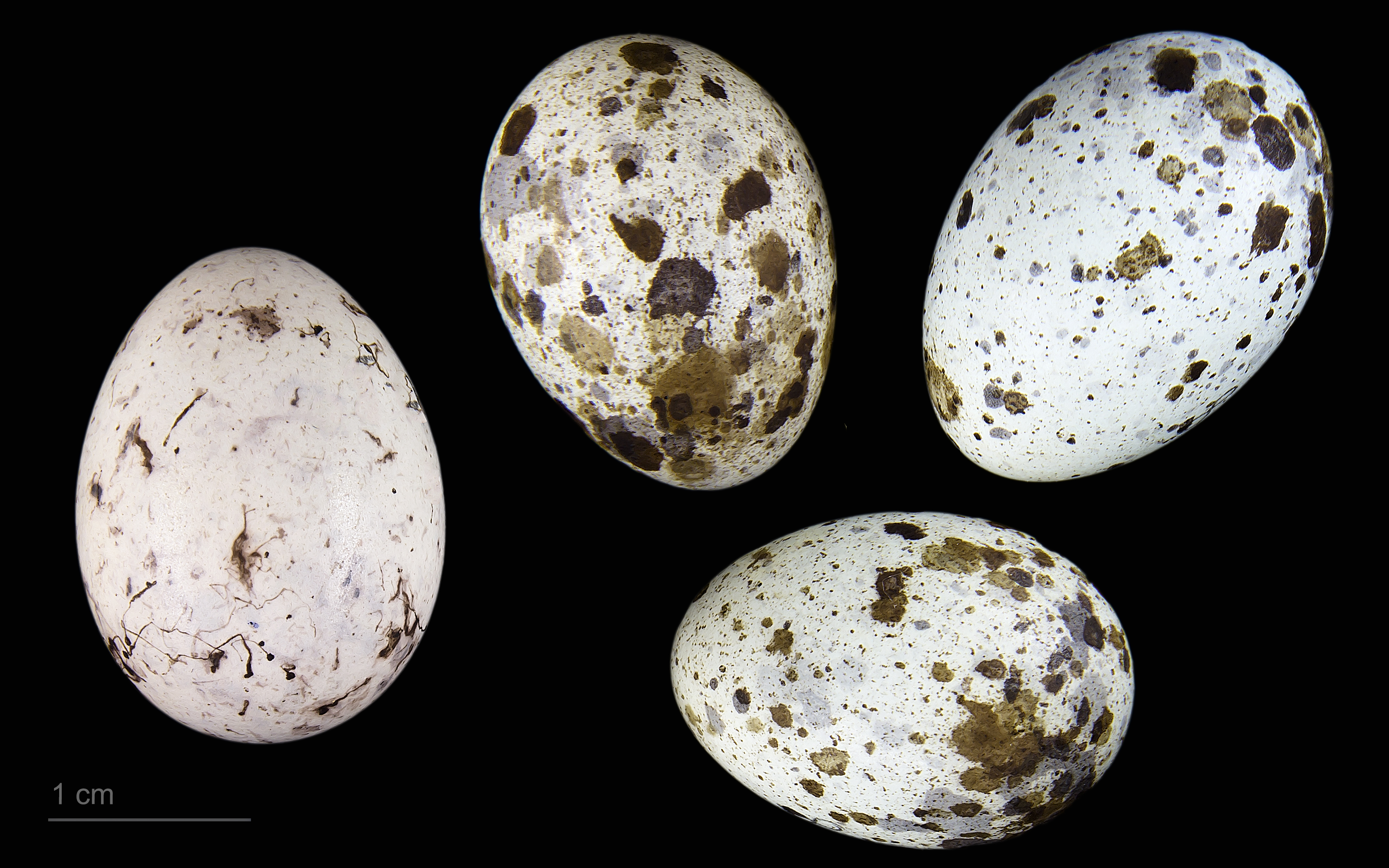
Cuculus canorus canorus + Acrocephalus arundinaceus

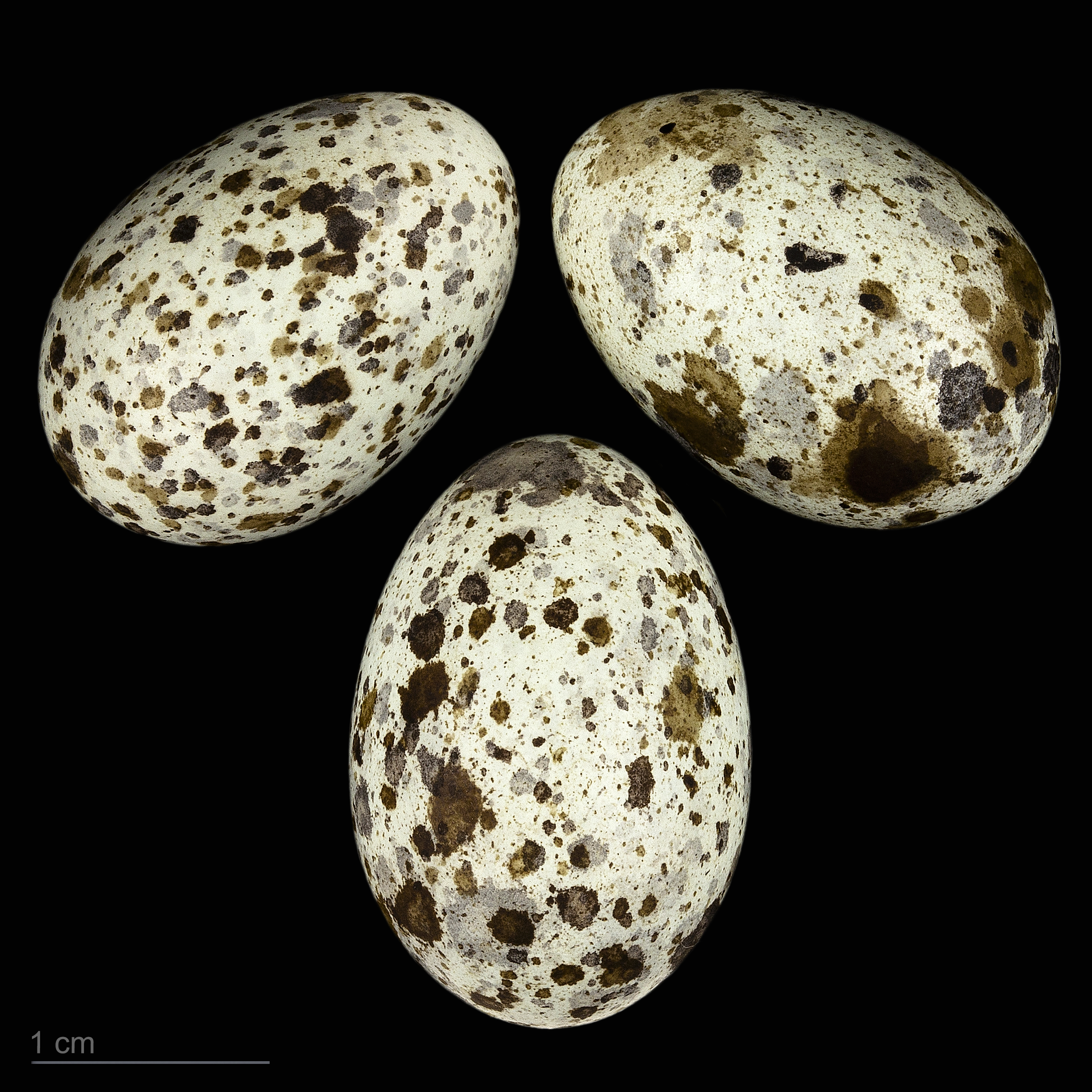
Uova di Acrocephalus arundinaceus arundinaceus - Museo di Tolosa

I dati sugli aplotipi del DNA mitocondriale indicano che durante l'ultimo periodo glaciale c'erano due popolazioni allopatriche di questa specie. I cannareccioni nella zona sud-occidentale e sud-orientale dell'Europa vennero apparentemente separati dalla calotta di ghiaccio Würmiana-Vistoliana e dai territori circostanti ad essa. Nonostante i dati siano insufficienti per dedurre una data certa per la loro separazione, si ipotizza che le popolazioni si siano separate circa 80.000 anni fa – in coincidenza con la prima grande avanzata dei ghiacci. Le popolazioni avrebbero nuovamente espanso il loro areale agli inizi dell'Olocene, circa 13.000 anni fa, ma ancora oggi gli esemplari occidentali svernano in Africa occidentale mentre gli esemplari orientali svernano nell'Africa orientale.

## Riproduzione
Costruisce tra le canne il suo nido a forma di paniere fatto di fuscelli e erbe palustri. In esso alleva una o due covate per anno, comprendenti ciascuna 4-5 uova. Maschio e femmina si alternano nella cova e collaborano nel dar da nutrire ai piccoli.

## Sistematica
Acrocephalus arundinaceus ha 2 sottospecie:
- Acrocephalus arundinaceus arundinaceus  (Linnaeus, 1758)
- Acrocephalus arundinaceus zarudnyi Hartert, 1907

## Conservazione
La specie è protetta secondo:
- la direttiva 2009/147/EC del Parlamento Europeo e del Consiglio, 30 novembre 2009, sulla conservazione degli uccelli selvatici (EU Birds Directive)
- la convenzione sulla conservazione della fauna selvatica e degli habitat europei (Convenzione di Berna)
- la convenzione sulla conservazione delle specie migratorie (Convenzione di Bonn)

Ad oggi esistono 740 siti della rete Natura 2000 dedicati a questa specie distribuiti tra Austria, Bulgaria, Francia, Italia, Germania, Paesi Bassi, Polonia, Romania, Slovenia e Spagna .

## Galleria d'immagini

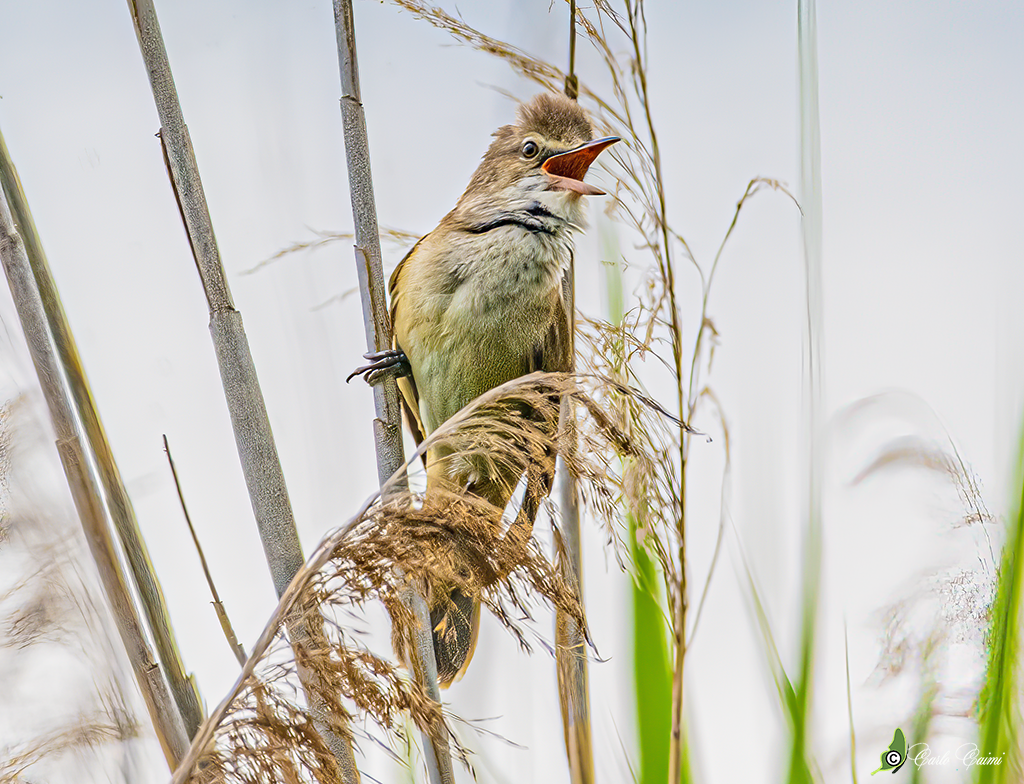
Cannareccione (Acrocephalus arundinaceus)
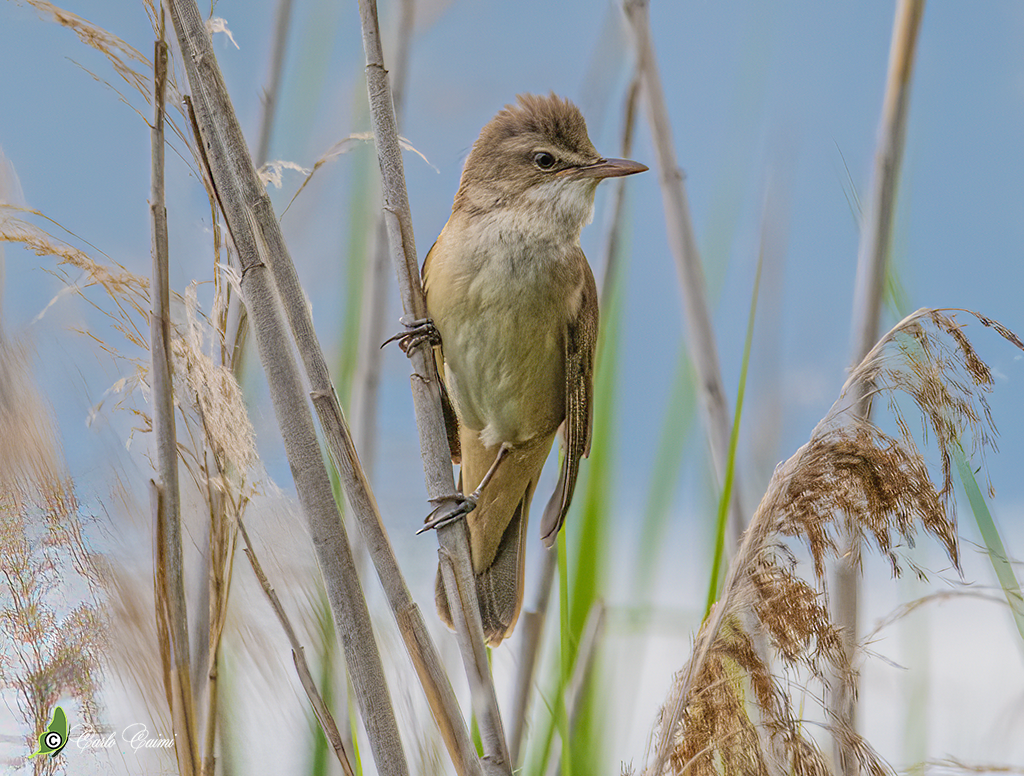
Cannareccione (Acrocephalus arundinaceus)